# (202) Chryseïs
(202) Chryseïs – planetoida z grupy pasa głównego asteroid okrążająca Słońce w ciągu 5 lat i 146 dni w średniej odległości 3,08 j.a. Została odkryta 11 września 1879 roku w Clinton położonym w hrabstwie Oneida w stanie Nowy Jork przez Christiana Petersa. Nazwa planetoidy pochodzi od Chryzejdy (Chryseis), branki Agamemnona w mitologii greckiej.